# Massimo Moriconi
Massimo Moriconi (Roma, 20 maggio 1955) è un bassista italiano.

## Biografia
Inizia a suonare il basso all'età di 13 anni, e dopo aver perseguito gli studi classici presso il conservatorio "L. Refice" di Frosinone inizia un'intensa attività di sideman in numerose formazioni italiane e internazionali.
Inizia le prime collaborazioni con pionieri del jazz italiano come Marcello Rosa, Armando Trovajoli, Nicola Arigliano, Lelio Luttazzi, la carriera di Moriconi va avanti in costante crescita, fino a vantare collaborazioni prestigiose con nomi del calibro di: Emilia Zamuner, Sestetto Oscar Valdambrini/Piana, Saxes Machine, Trio Enrico Pieranunzi, Franco D'Andrea, Tullio de Piscopo, Isoritmo, Gianni Basso, Renato Sellani Trio, Trio di Eddy Palermo, Trio Dado Moroni, Massimo Urbani, Tankyo band, R. Fassi quartet, Flavio Boltro, Paolo Fresu, Enrico Rava, Maurizio Giammarco quartet, Trio Danilo Rea, Gianni Coscia, Giovanni Tommaso Big Band, Marcello Rosa, Romano Mussolini, Armando Trovajoli sestetto, Nicola Arigliano quartet, Lorenzo Petrocca, L. Konitz, J. Griffin, P. Woods, R. Briant, T. Farlow, B. Brookmayer, M. Louis, J. Newman, K. Clarke, S. Nistico, B. Bailey, B. Freeman, Chet Baker, P. Hutcho, A. Zoller, B. Clayton, B. Butterfield, J. Owens, H. Singer, K. Davern, P. Candoli, V. Ponomarev, G. Bertoncini, D. Goigowic, Franco Ambrosetti, Don Moye, B. Smith, M. Melillo, Billy Cobham, S. Grossman, U. Green, T. Tielemans, B. Auger, B. Kessell, A. Sheep, O. Parlan, S. Turré, Ralph Towner, L. Tabakin, B. Moover, G. Smulyan, Kenny Wheeler, Jany McPherson etc.
Dall'80 all'89 è stato il bassista dell'Orchestra dei ritmi leggeri della RAI di Roma, avendo l'opportunità di suonare con autentici miti come Jerry Lee Lewis, Mireille Mathieu, Liza Minnelli, e altri. Ha inciso colonne sonore per film con compositori e direttori di fama mondiale come Ennio Morricone, Armando Trovajoli, Luis Bacalov, Riz Ortolani, Nicola Piovani, Piero Piccioni.
Negli anni partecipa a importanti rassegne e festival di jazz come Madrid, Alassio, Umbria Jazz, S. Anna Arresi, Eddie Lang, Pompei, Pescara, e molti altri.
Una delle attività che svolge più intensamente è quella di sideman in sala di registrazione (ha registrato circa 350 tra dischi e CD). Ha realizzato 4 dischi come leader: l'ultimo, "D'Improvviso" vede in qualità di ospiti nomi come Mina (42 dischi), Massimiliano Pani, Fabio Concato (5 dischi), P. Woods (6 dischi), Eric Marienthal, Danilo Rea, Ellade Bandini, Lee Konitz (6 dischi) ecc.
Tra le collaborazioni più durature spiccano quella con Mina, Fabio Concato, Renato Sellani, Nicola Arigliano.
Nel 1995 vince il referendum nazionale di Guitar Club come miglior contrabbassista e come miglior bassista di sala di registrazione. Nel '96 vince il referendum della rivista "Chitarre" come miglior bassista Jazz-Fusion.
Dal 1991 al 2000 è stato Direttore Didattico all' Università della musica. 
Dal 2000 è Direttore Didattico di "Percentomusica" di Roma.

## Discografia

### Con Mina
- 1983 – Mina 25
- 1984 – Catene
- 1985 – Finalmente ho conosciuto il conte Dracula...
- 1986 – Sì, buana
- 1987 – Rane supreme
- 1988 – Ridi pagliaccio
- 1989 – Uiallalla
- 1990 – Ti conosco mascherina
- 1991 – Caterpillar
- 1992 – Sorelle Lumière
- 1993 – Mina canta i Beatles
- 1993 – Lochness
- 1994 – Canarino mannaro
- 1995 – Pappa di latte
- 1996 – Cremona
- 1996 – Napoli
- 1997 – Leggera
- 1998 – Mina Celentano
- 1998 – Nostalgias
- 2000 – Mina per Wind
- 2000 – Dalla terra
- 2001 – Sconcerto
- 2002 – Mina per Wind 2º volume
- 2002 – Veleno
- 2003 – Napoli secondo estratto
- 2005 – L'allieva
- 2005 – Bula bula
- 2009 – Sulla tua bocca lo dirò
- 2010 – Caramella
- 2012 – 12 (American Song Book)
- 2013 – Christmas Song Book
- 2014 – Selfie
- 2016 – Le migliori
- 2018 – Maeba
- 2019 – Mina Fossati
- 2023 – Ti amo come un pazzo
- 2024 – Gassa d'amante

### Con Massimiliano Pani
- 1991 – L'occasione

### Con Rossana Casale
- 1996 – Nella notte un volo

### Con Stefano Rosso
- 1982 – Donne
- 1985 – Stefano Rosso

### Con Christian De Sica
- 1994 – Sono tre parole

### Con Gigi D'Alessio
- 2002 – Uno come te

### Con Audio 2
- 1993 – Audio 2
- 1995 – E=mc²
- 1996 – Senza riserve

### Con Franco Califano
- 1991 – Se il teatro è pieno

### Con Fabio Concato
- 1992 – In viaggio
- 1996 – Blu
- 1999 – Fabio Concato
- 2001 – Ballando con Chet Baker

### Con Peppino Gagliardi
- 1993 – Il viaggio

### Con Antonella Ruggiero
- 2010 – I regali di Natale

### Con Renato Sellani
- 1984 – Sweet Ale
- 1988 – Doppio passo
- 1992 – Intimate jazz (con Renato Sellani e Paolo Fresu)
- 1998 – Tu musica divina
- 2000 – Il poeta (con Sellani/De Aloe/Bagnoli)
- 2001 – Renato Sellani per Tenco (con Manzi/Ghiglioni/Sellani)
- 2001 – Renato Sellani per Lucio Battisti (con Manzi/Ghiglioni/Sellani)
- 2001 – Renato Sellani trio (con Sellani/Manzi/Konitz)
- 2001 – Renato Sellani per Gino Paoli (con Sellani/Paoli/Manzi)
- 2002 – Chet, la musica infinita (con Sellani/Bosso/Franchini/Pinagerelli)
- 2002 – Renato Sellani per Bruno Martino (con Sellani/Manzi)
- 2002 – Renato Sellani per Fred Bongusto (con Sellani/Manzi)
- 2002 – Just Friends (con Sellani/Petrella/Manzi)
- 2002 – There's no greater (con Sellani/Petrella/Manzi)
- 2002 – Renato Sellani meets Gianluca Putrella
- 2003 – Superstar trick (con Renato Sellani trio featuring Enrico Rava)
- 2002 – Renato Sellani per Giovanni Danzi (con Renato Sellani trio featuring Fabrizio Bosso)
- 2003 – Ciao Kramer (con Renato Sellani trio featuring Enrico Rava & T. Ghiglioni)
- 2003 – Just Friends (con Irio de Paula & Sellani/Basso/Manzi)
- 2003 – Standards (con Renato Sellani trio)
- 2003 – Gianni Basso meets Renato Sellani (con Renato Sellani trio)
- 2008 – The latin album (con Renato Sellani trio)
- 2008 – 1000 lire al mese (con Renato Sellani trio)
- 2008 – Moonlight becomes you (con Renato Sellani e M. Lombardi)
- 2008 – I believe (con Renato Sellani e Joe Lee Wilson)
- Bass in the sky - Massimo Moriconi - RICORDI 1981
- Ganimede - Eddye Palermo - EDI PAN 1982
- Trio di R. Mussolini - R. Mussolini - RM 1982
- New Orleans I love you - M.Rosa/Corvini - RM 1983
- Live from the moonlight - CHET BAKER - Philology 1984
- Symphonically - C. Baker - Melillo - SOUL NOTE 1985
- Jazz fusion mood - Eddye Palermo - P. FLOWERS 1985
- Alternate changes - M. Melillo trio - RED RECORDS 1987
- My latin feeling - Eddye Palermo - PHRASES 1987
- Out of phase - D. Terenzi/R. Fassi - PHRASES 1987
- Full - Massimo Moriconi - PHRASES 1987
- Tullio de Piscopo - De Piscopo/Morini - DIRE 1988
- Il principe - Tankyo Band - SPLASC(H) 1989
- New moon - S. Grossman - PHRASES 1990
- Re Cycle - M. Melillo Trio - PHILOLOGY 1990
- Tost man - Fassi/Boltro - SPLASC(H) 1990
- Armando Trovatoli - Che ora è - RCA - 1990
- Live at Big Mama - Lee Konitz - PHILOLOGY 1991
- Massimo Moriconi trio &… - M. Moriconi - P.FLOWERS 1991
- Conversation - Piana Big Band - P.FLOWERS 1991
- South Music - Claudio Giglio - SOUL NOTES 1992
- One for Leonardo - R. Fassi Quartet - SLASC(H) 1992
- Gate 32 - F. Mariani - PLAYGAME 1993
- Roma day and night extra - PLAYGAME 1993
- Bollin Pic Nic Suite - De Piscopo/Fabriciani ecc. - RIVOALTO 1993
- Steven Slachk - Steven Slachk - EMI 1993
- Isoritmo - G. Ascolese - P.FLOWERS 1994
- Chet Baker in Italy - C. BAKER - PHILOLOGY 1994
- Harem - Di Sabatino/Manzi ecc. - ADD 1995
- Mediterraneo - Claudio Giglio - SLASC(H) 1995
- Canzoni a teatro - Rea/Dei Lazzaretti/Moriconi - RIVOALTO 1995
- Invitation - Massimo Urbani - PHILOLOGY 1995
- The art of the swing - Bagnoli/Moroni/Moriconi - ADD 1996
- I sing ancora - Nicola Arigliano Quartet - ONYX 1996
- Foto rubate - P. Di Sabatino trio - SLASC(H) 1996
- Just friends - PHIL WOODS - PHILOLOGY 1997
- Bopcentric - M. Melillo Trio - RED RECORDS 1998
- L'amico immaginario - Fassi /Smulyan - SLASC(H) 1999
- Lips in - Urbani/De Piscopo/Melillo - PHILOLOGY 2000
- American mood - Sellani/P. Woods - PHILOLOGY 2000
- Phil plays F. D'Andrea - Phil Woods/D'Andrea - PHILOLOGY 2000
- Phil meets new Italian - Phil Woods/Giuliani - PHILOLOGY 2000
- Generation - Bosso/Giuliani/Phil Woods/Moriconi - PHILOLOGY 2000
- La danza di Matisse - Max De Aloe - SLASC(H) 2000
- Accordion Voyage - Renzo Ruggeri - WIDE 2000
- La musica di B. Martino e M. Dennis - Melillo/De Aloe/Moriconi PHILOLOGY 2000
- D'improvviso (M.Moriconi) Mina/Concato/Woods/Marienthall/Rea/Bandini - MBO 2001
- Go Man - Nicola Arigliano - Ascolese/Basso/Cerri/De Filippi/La Penna/Moriconi Rava/Sellani/Tatti - NUN 2001
- Racconti controvento - De Aloe/Coscia/Bagnoli - ABEAT 2001
- Mario del Monaco - Elite - 2001
- A Jazz story - S.Bagnoli/Moriconi/Bosso/C.Bagnoli/Moroni - ABEAT 2002
- Very early! - Francesco Cafiso - PHILOLOGY 2002
- Spaghetti time - Ruggeri/Di Sabatino/Manz/Moriconi - SONY 2002
- Love - D'Andrea/Moriconi/Tavolazzi - ABEAT 2002
- Round Riff & More - Moroni/Moriconi/Bagnoli - PHILOLOGY 2003
- Per Carlo Alberto Rossi - De Aloe/Coscia/Moriconi/Bagnoli - ABEAT 2003
- L'anima delle cose - De Aloe/Coscia/Moriconi/Bagnoli - ABEAT 2003
- Archcello - HAJIME MIZOGUCHI - VICTOR 2003
- Mike Melillo trio live - C:\ Jazz - 2003
- Groovin' high - Nico Gori 4et -PHILOLOGY 2003
- Music Train Quintet - LOL - 2004
- R. Arrighini incontra F. Bosso e B. Casini - PHILOLOGY 2004
- Renzo Ruggeri group - WIDE 2005
- Fabrizio Bosso quintet - SOUNDHILLS 2005
- F. Bosso incontra R. Arrighini trio - PHILOLOGY 2005
- Riccardo Arrighini trio - PHILOLOGY 2005
- The fire bird suite - Music Train Quintet - 2007
- Just smile - Matteo Brancaleoni - PHILOLOGY 2007
- Giant Steps - Seby Burgio trio - PHILOLOGY 2008
- Andrea Pagani plays Puccini - MOJO Records 2008 (Uscito solo in Giappone)
- Still in my heart - Michela Lombardi PHILOLOGY 2008
- In my own sweet way - F. Marziani piano trio - PHILOLOGY 2008
- In my own sweet way - Francesco Marziani trio PHILOLOGY 2008

## Libri
- Flavio Caprera, Dizionario del jazz italiano, Feltrinelli, 2014.
- Studiare il basso elettrico (vol. 1 e 2), edizioni Curci
- Laboratorio ritmico, edizioni Carisch
- Walkin’ on Broadway, edizioni Carisch
- Tecnica & Groove, edizioni Volontè
- Databass, edizioni Volontè
- Il Contrabasso Jazz, edizioni Curci

| Controllo di autorità | VIAF (EN) 42037143 · ISNI (EN) 0000 0000 4910 8806 · SBN MODV070186 · LCCN (EN) n2008031752 · GND (DE) 1035731428 · BNF (FR) cb14007067p (data) |